# سيسبان خشن
سيسبان خشن (الاسم العلمي:Sesbania exasperata) هو نوع من النباتات يتبع جنس السيسبان من الفصيلة البقولية. تم وصف هذا النوع من النبات علمياً لأول مرة من قبل كارل سيغيسموند كونث سنة 1823.